# Villiers-Saint-Orien
Villiers-Saint-Orien is een gemeente in het Franse departement Eure-et-Loir (regio Centre-Val de Loire) en telt 156 inwoners (1999). De plaats maakt deel uit van het arrondissement Châteaudun.

## Geografie
De oppervlakte van Villiers-Saint-Orien bedraagt 15,7 km², de bevolkingsdichtheid is 9,9 inwoners per km².
De onderstaande kaart toont de ligging van Villiers-Saint-Orien met de belangrijkste infrastructuur en aangrenzende gemeenten.

## Demografie
Onderstaande figuur toont het verloop van het inwonertal (bron: INSEE-tellingen).